# Chuyến bay 241 của Aerosvit
Chuyến bay 241 của Aerosvit là một chuyến bay chở khách quốc tế theo lịch trình từ thành phố Odessa của Ukraina đến Thessaloniki, Hy Lạp. Vào ngày 17 tháng 12 năm 1997, chiếc Yakovlev Yak-42 điều hành chuyến bay số đăng ký UR-42334 đã lao vào một sườn núi trong một lần không tiếp cận tiếp cận Thessaloniki ở Hy Lạp. Tất cả 70 người trên máy bay đều thiệt mạng.
Cuộc điều tra của Hội đồng điều tra tai nạn máy bay Hy Lạp đã kết luận rằng vụ tai nạn là do lỗi điều hướng của phi hành đoàn. Phi hành đoàn đã mất phương hướng và mất tích trong lần tiếp cận thứ hai của máy bay tới Thessaloniki. Bất chấp nhiều tín hiệu, phi hành đoàn bối rối từ chối tuyên bố tình trạng khẩn cấp và quyết định định hướng lại bản thân. Phi hành đoàn đã không đi theo lộ trình mà họ phải đi và cuối cùng máy bay đã đâm vào núi.
Trước cuộc điều tra, cả chính quyền Ukraine và Hy Lạp đều được khuyến khích tổ chức một khóa đào tạo CFIT bắt buộc cho tất cả các phi công ở cả hai quốc gia. Cục Giao thông Hàng không Nhà nước Ukraine đã được khuyến khích đưa vào đào tạo quản lý tài nguyên buồng lái (CRM) bắt buộc cho tất cả các phi hành đoàn và Cơ quan Hàng không Dân dụng Hy Lạp được yêu cầu cung cấp cơ sở radar cho Sân bay Thessaloniki.